# Primaires présidentielles du Parti démocrate américain de 2008
Les primaires démocrates de 2008 sont le processus par lequel les membres et sympathisants du Parti démocrate des États-Unis désignent leur candidat à l'élection présidentielle de 2008.
Les candidats au poste de président et de vice-président furent sélectionnés à l'aide d'une série de primaires et de caucuses dans les différents États et territoires des États-Unis, conduisant à une convention nationale démocrate qui eut lieu du 25 au 28 août 2008 à Denver, Colorado. 
C'est lors de cette convention que fut désigné le candidat officiel du Parti Démocrate à l’élection présidentielle de novembre 2008 : Barack Obama, bien que minoritaire en voix. Le 4 novembre 2008, Obama est élu 44e président des États-Unis face à John McCain, avec 52,9 % des voix et 365 grands électeurs.

## Candidats
Les personnes suivantes (classées par ordre alphabétique de leur nom) se sont déclarées à un moment ou à un autre candidat à l'investiture du parti démocrate ; certaines se sont retirées de la course en cours de campagne.

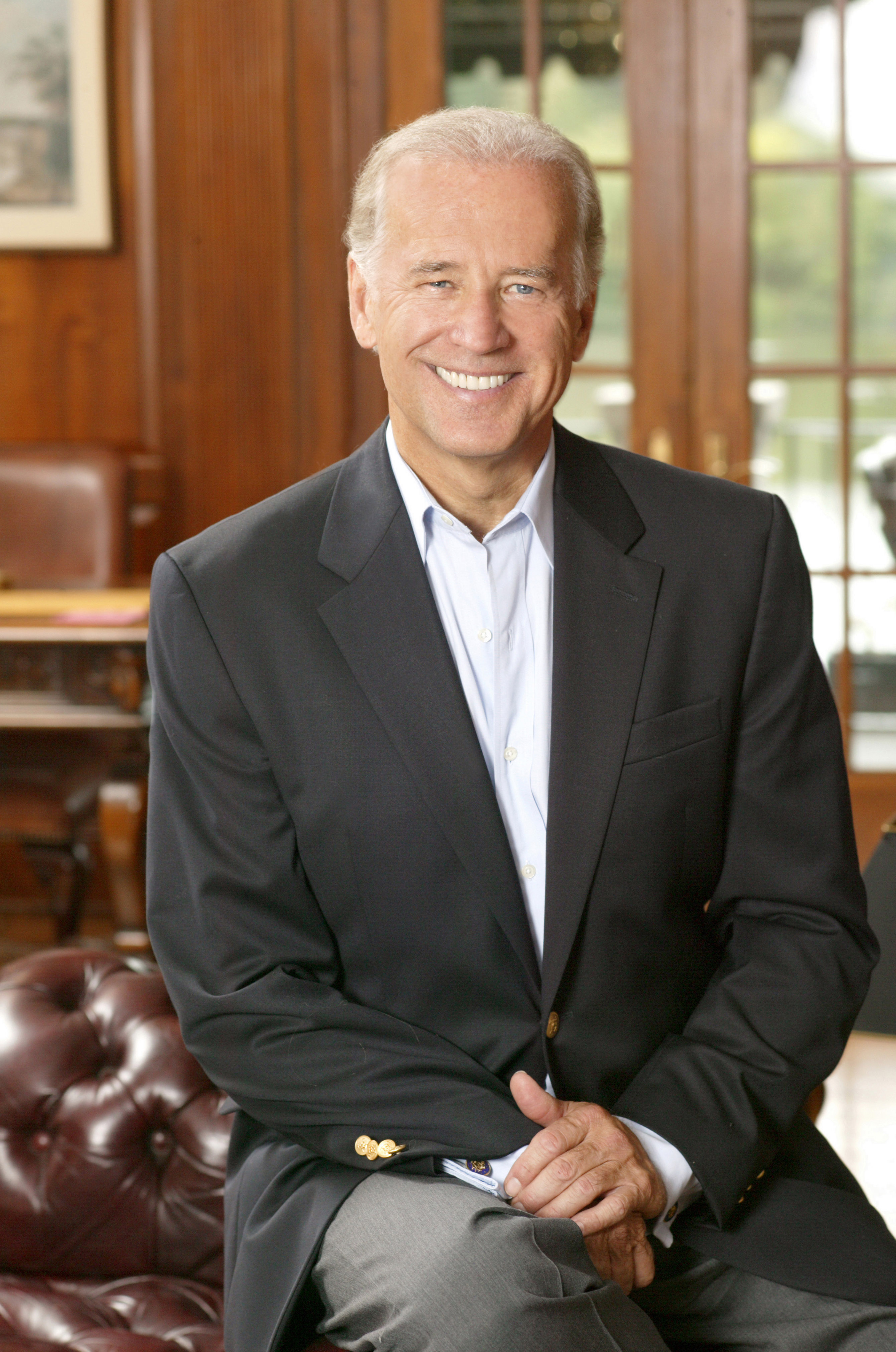
Joe Biden, sénateur du Delaware ; a retiré sa candidature le 3 janvier 2008.
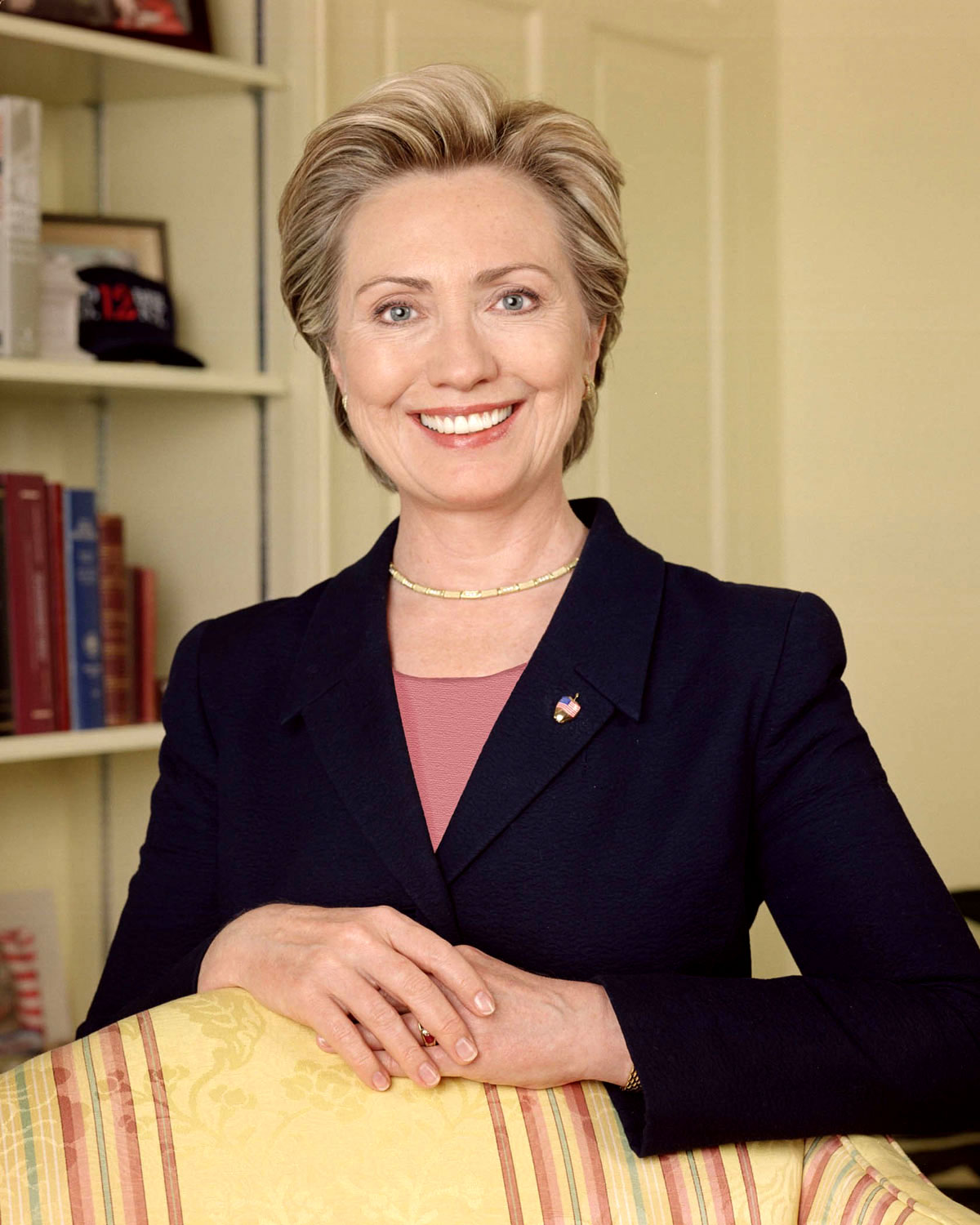
Hillary Clinton, sénatrice de New York et ancienne Première dame.
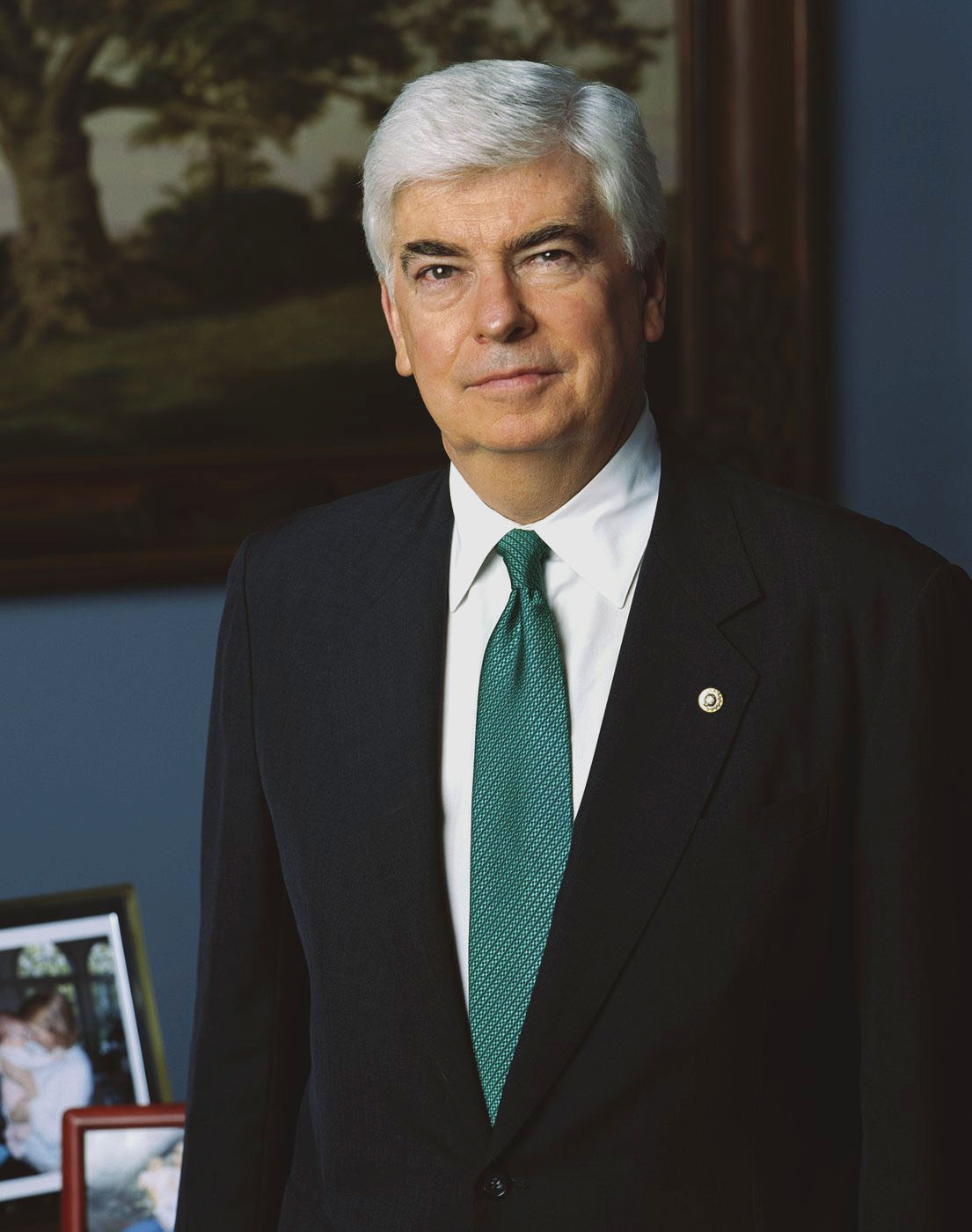
Christopher Dodd, sénateur du Connecticut ; a retiré sa candidature le 3 janvier 2008.
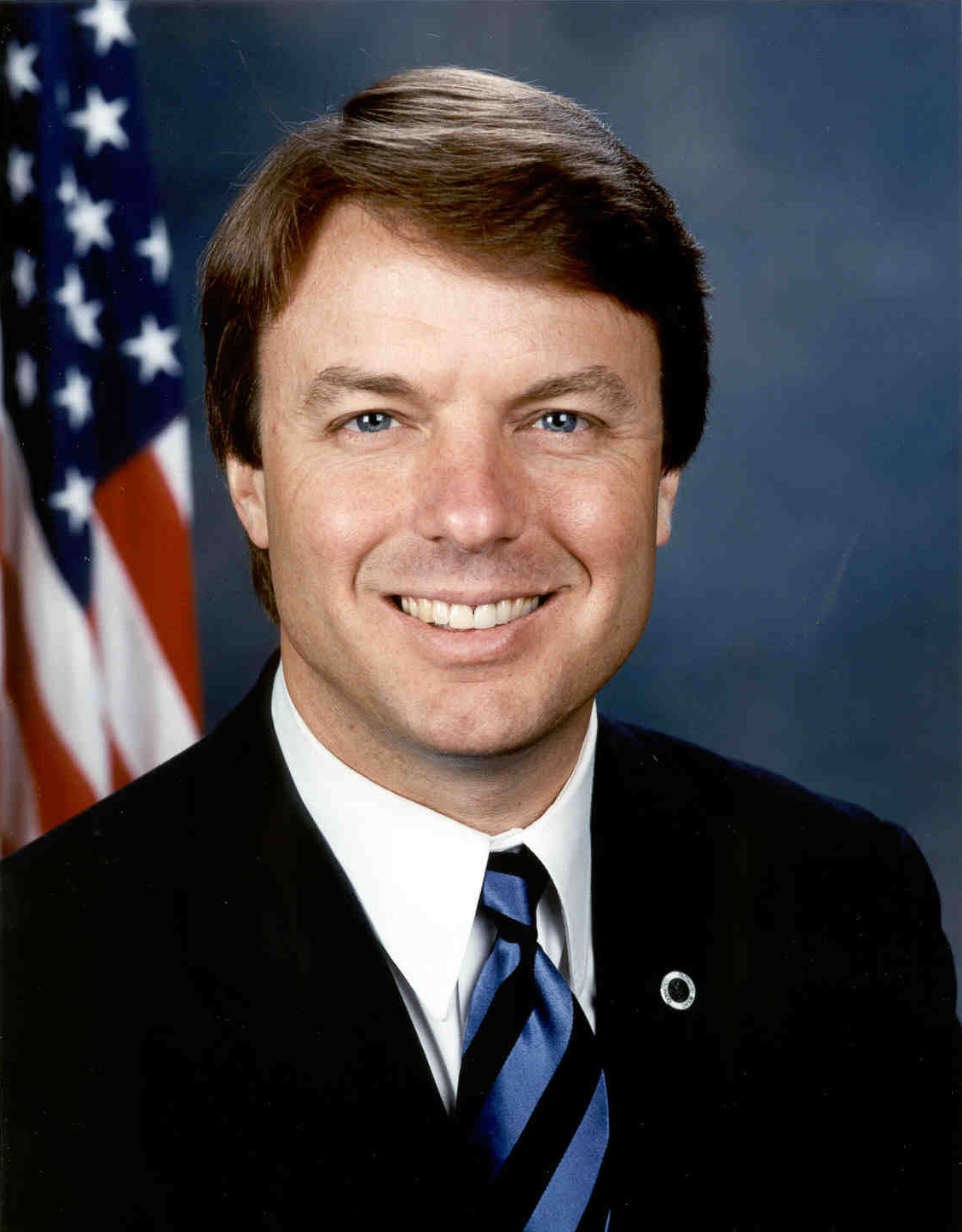
John Edwards, ancien sénateur de Caroline du Nord et candidat à l'investiture démocrate en 2004 ; a retiré sa candidature le 30 janvier 2008.
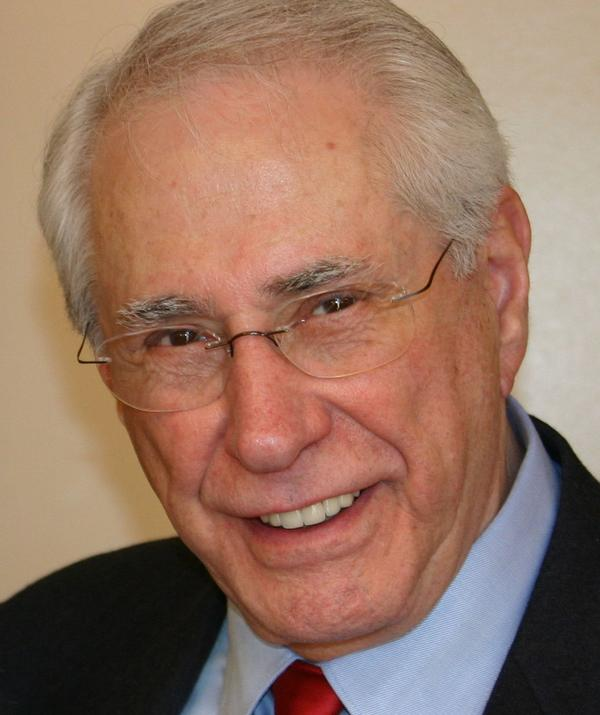
Mike Gravel, ancien sénateur de l'Alaska.
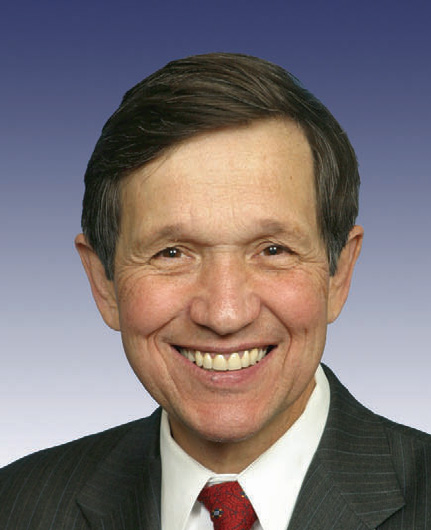
Dennis Kucinich, représentant de l'Ohio. Il se retire de la course aux primaires le 25 janvier 2008.
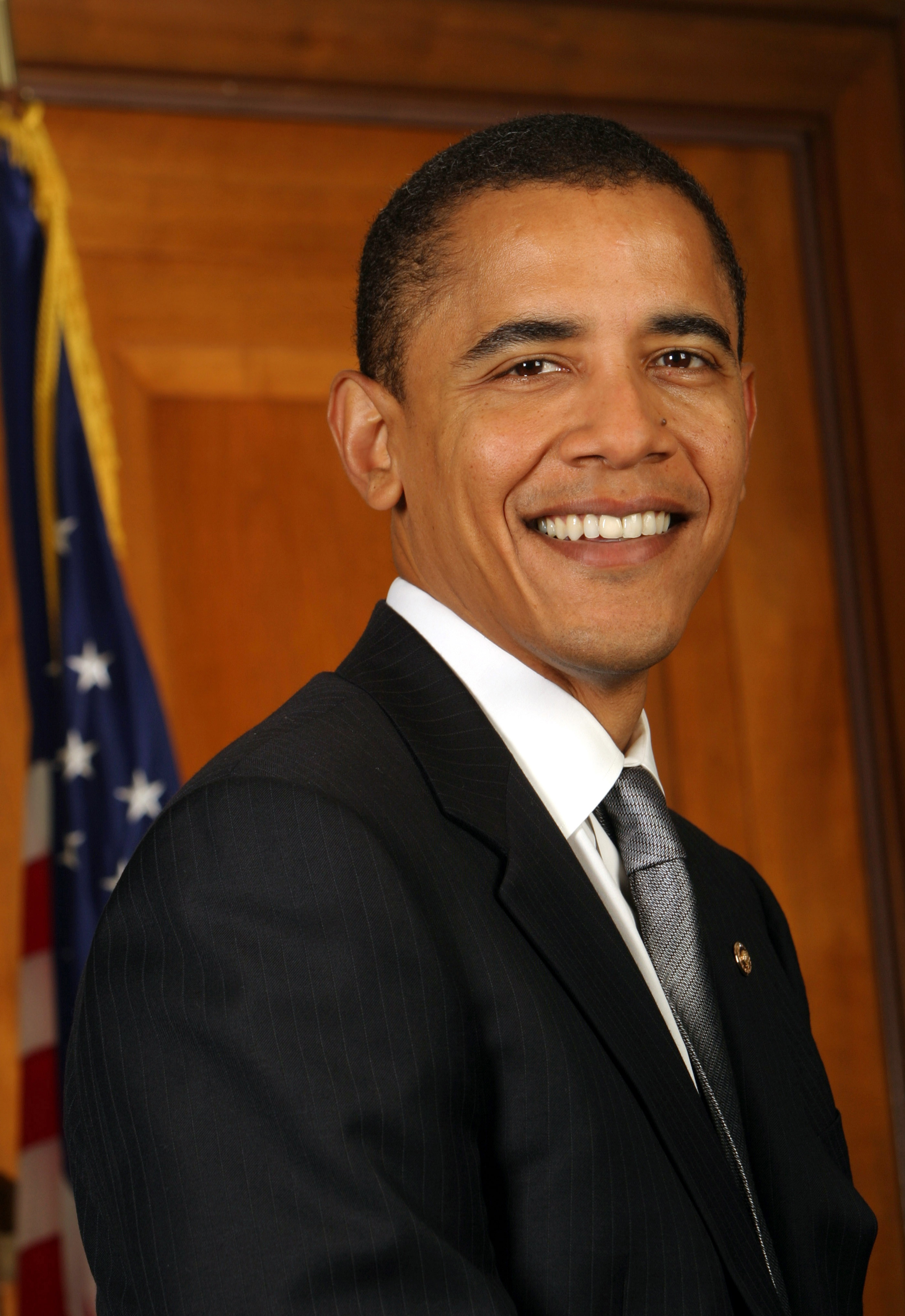
Barack Obama, sénateur de l'Illinois.
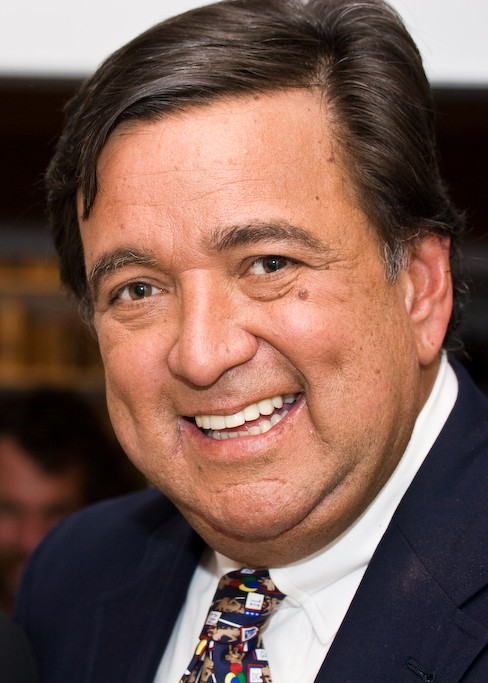
Bill Richardson, gouverneur et ancien représentant du Nouveau-Mexique, ancien ambassadeur des États-Unis auprès de l'ONU ; a retiré sa candidature le 10 janvier 2008.

## Calendrier

### Généralités
Les candidats démocrates feront campagne pour l'investiture à travers une série d'élections primaires et de caucuses, en quatre phases successives.
Les tableaux ci-dessous résument, pour chaque État ou territoire, la date de désignation ainsi que le nombre de délégués et leur répartition. Chaque élection conduit à la désignation d'un certain nombre de délégués (plus ou moins lié à la population de l'État), certains désignés lors des élections de district (district delegates), d'autres itinérants (at-large delegates), d'autres encore élus parmi les chefs de parti et les officiels élus (party leaders and state officials ou PLEO). Certains délégués sont censés suivre les préférences des électeurs qui les ont choisis (pledged delegates) ; ils n'y sont pas tenus légalement, mais les candidats pouvant retirer les délégués qu'ils jugent déloyaux, ces délégués votent généralement pour les candidats qu'ils représentent. Les autres délégués n'ont pas cette contrainte (unpledged delegates).

### Première phase: soutiens
Outre les délégués qui seront choisis ou élus lors des primaires, il existe des délégués automatiquement choisis de par leur statut, élus ou personnalité du Parti démocrate, appelés couramment les « super délégués ». Ainsi les membres démocrates de la Chambre des représentants (235 personnes), du Sénat (49), des représentants du district de Columbia au Congrès (2) et des gouverneurs démocrates (28), soit 314 personnes, sont automatiquement désignés délégués. En outre, chaque membre du Comité national démocrate est automatiquement délégué, ainsi qu'un petit nombre de dirigeants du parti et quelques autres personnalités comme les anciens présidents, ancien vice-présidents, ancien speakers à la Chambre des représentants, etc.  Ces 852 « super-délégués » représentent presque 20 % des 4 049 délégués présents à la convention nationale et qui désignent le candidat investi par le parti. Ils ne sont pas officiellement engagés à voter pour un candidat précis, d'où leur dénomination officielle d’unpledged delegates (« délégués non engagés »). Bien qu'officiellement non-affiliés et irremplaçables (sauf s'ils soutiennent un candidat d'un autre parti), ils peuvent soutenir publiquement avant la Convention un des candidats démocrates. Au 5 janvier 2008, 154 avaient pris position pour Hillary Clinton, 50 pour Barack Obama, 33 pour John Edwards, 19 pour Bill Richardson et 1 pour Dennis Kucinich.  

### Deuxième phase: janvier
| Élection        | Élection        | Élection | Délégués  | Délégués   | Délégués | Délégués | Délégués    | Délégués |
| Date            | État            | Type     | Districts | Itinérants | PLEO,    | Engagés  | Non-engagés | Total    |
| --------------- | --------------- | -------- | --------- | ---------- | -------- | -------- | ----------- | -------- |
| 3 janvier 2008  | Iowa            | Caucus   | 29        | 10         | 6        | 45       | 12          | 57       |
| 8 janvier 2008  | New Hampshire   | Primaire | 14        | 5          | 3        | 22       | 8           | 30       |
| 15 janvier 2008 | Michigan        | Primaire | 83        | 28         | 17       | 128      | 29          | 157      |
| 19 janvier 2008 | Nevada          | Caucus   | 16        | 6          | 3        | 25       | 8           | 33       |
| 26 janvier 2008 | Caroline du Sud | Primaire | 29        | 10         | 6        | 45       | 9           | 54       |
| 29 janvier 2008 | Floride         | Primaire | 121       | 40         | 24       | 185      | 25          | 210      |
| -               | Total           | -        | -         | -          | -        | 450      | -           | 541      |

#### Controverse sur le 5 février
D'après le règlement du comité national démocrate, aucun État ne peut organiser ses primaires ou ses caucuses avant le 5 février, à l'exception de l'Iowa, du Nevada, du New Hampshire et de la Caroline du Sud.
Le congrès de Floride ayant avancé la date de ses primaires au 29 janvier 2008, a provoqué une réaction en chaîne qui a vu plusieurs primaires et caucuses d'autres États avancés à des dates encore antérieures. En conséquence, le comité national démocrate a décrété que les délégués de Floride ne seront pas acceptés, ou, s'ils le sont, que leur vote ne sera pas pris en compte à la convention nationale. Il a également déclaré qu'il interdirait à tout candidat de recevoir des délégués s'il faisait campagne pendant la primaire de Floride. Le 25 août 2007, le comité s'est réuni et a statué que la Floride disposait de 30 jours pour décaler la date de sa primaire d'au moins sept jours après le 29 janvier, sous peine de perdre tous ses délégués. Les officiels de Floride ont décrété qu'ils pourraient contester cette décision sur le plan légal.
Le Michigan a également avancé sa primaire au 15 janvier 2008, en violation des règlements du parti. Le 1er décembre 2007, le comité a voté l'interdiction de cette date et a déclaré que les délégués de l'État ne seraient pas pris en compte s'il la maintenait.

### Troisième phase:Super Tuesday
Depuis le début 2007, de nombreux États et territoires ont avancé la date de leurs primaires ou caucuses au 5 février 2008. La première primaire quasi nationale se tiendra donc ce jour-là. Le phénomène avait déjà été rencontré lors des élections présidentielles précédentes et était nommé Super Tuesday (« super mardi », les primaires s'effectuant généralement le mardi) ; au vu de l'ampleur prise par cette date en 2008, elle a été entre autres surnommée Super Duper Tuesday ou Tsunami Tuesday. Au total, 2 088 délégués seront élus ce jour-là, dont 1 688 assignés à un candidat.
| Élection                | Élection | Élection  | Délégués   | Délégués | Délégués | Délégués    | Délégués | Délégués |
| État                    | Type     | Districts | Itinérants | PLEO,    | Engagés  | Non-engagés | Total    |          |
| ----------------------- | -------- | --------- | ---------- | -------- | -------- | ----------- | -------- | -------- |
| Alabama                 | Primaire | 34        | 11         | 17       | 52       | 8           | 60       |          |
| Alaska                  | Caucus   | 8         | 3          | 2        | 13       | 5           | 18       |          |
| Arizona                 | Primaire | 37        | 12         | 7        | 56       | 11          | 67       |          |
| Arkansas                | Primaire | 22        | 8          | 5        | 35       | 12          | 47       |          |
| Californie              | Primaire | 241       | 81         | 48       | 370      | 71          | 441      |          |
| Colorado                | Caucus   | 36        | 12         | 5        | 55       | 16          | 71       |          |
| Connecticut             | Primaire | 33        | 11         | 6        | 48       | 13          | 61       |          |
| Dakota du Nord          | Caucus   | 8         | 3          | 2        | 13       | 8           | 21       |          |
| Delaware                | Primaire | 10        | 3          | 2        | 15       | 8           | 23       |          |
| Démocrates à l'étranger | Primaire |           | 6          | 1        | 7        | 4           | 11       |          |
| Géorgie                 | Primaire | 57        | 19         | 11       | 87       | 17          | 104      |          |
| Idaho                   | Caucus   | 12        | 4          | 2        | 18       | 5           | 23       |          |
| Illinois                | Primaire | 100       | 33         | 20       | 153      | 32          | 185      |          |
| Kansas                  | Caucus   | 21        | 7          | 4        | 32       | 8           | 40       |          |
| Massachusetts           | Primaire | 61        | 20         | 12       | 93       | 28          | 121      |          |
| Minnesota               | Caucus   | 47        | 16         | 9        | 72       | 16          | 88       |          |
| Missouri                | Primaire | 47        | 16         | 9        | 72       | 16          | 88       |          |
| New Jersey              | Primaire | 70        | 23         | 14       | 107      | 20          | 127      |          |
| New York                | Primaire | 151       | 51         | 30       | 232      | 48          | 280      |          |
| Nouveau-Mexique         | Caucus   | 17        | 6          | 6        | 26       | 12          | 38       |          |
| Oklahoma                | Primaire | 25        | 8          | 5        | 38       | 9           | 47       |          |
| Samoa américaines       | Primaire |           | 3          |          | 3        | 10          | 13       |          |
| Tennessee               | Primaire | 44        | 15         | 9        | 68       | 17          | 85       |          |
| Utah                    | Primaire | 15        | 5          | 3        | 23       | 6           | 29       |          |
| Total                   | -        | -         | -          | -        | 1688     | -           | 2088     |          |

### Quatrième phase: reste de la course

#### Février
| Élection        | Élection             | Élection | Délégués  | Délégués   | Délégués | Délégués | Délégués    | Délégués |
| Date            | État                 | Type     | Districts | Itinérants | PLEO,    | Engagés  | Non engagés | Total    |
| --------------- | -------------------- | -------- | --------- | ---------- | -------- | -------- | ----------- | -------- |
| 9 février 2008  | Louisiane            | Primaire | 37        | 12         | 7        | 56       | 12          | 68       |
| 9 février 2008  | Nebraska             | Caucus   | 16        | 5          | 3        | 24       | 7           | 31       |
| 9 février 2008  | Washington           | Caucus   | 51        | 17         | 10       | 78       | 19          | 97       |
| 9 février 2008  | Îles Vierges         | Primaire |           | 3          |          | 3        | 6           | 9        |
| 10 février 2008 | Maine                | Caucus   | 16        | 5          | 3        | 24       | 10          | 34       |
| 12 février 2008 | District de Columbia | Primaire | 10        | 3          | 2        | 15       | 22          | 37       |
| 12 février 2008 | Maryland             | Primaire | 46        | 15         | 9        | 70       | 29          | 99       |
| 12 février 2008 | Virginie             | Primaire | 54        | 18         | 11       | 83       | 20          | 103      |
| 19 février 2008 | Wisconsin            | Primaire | 48        | 16         | 10       | 74       | 18          | 92       |
| 19 février 2008 | Hawaï                | Caucus   | 13        | 4          | 3        | 20       | 9           | 29       |
| -               | Total                | -        | -         | -          | -        | 447      | -           | 599      |

#### Mars
| Élection     | Élection     | Élection        | Délégués  | Délégués   | Délégués | Délégués | Délégués    | Délégués |
| Date         | État         | Type            | Districts | Itinérants | PLEO,    | Engagés  | Non-engagés | Total    |
| ------------ | ------------ | --------------- | --------- | ---------- | -------- | -------- | ----------- | -------- |
| 4 mars 2008  | Ohio         | Primaire        | 92        | 31         | 18       | 141      | 20          | 161      |
| 4 mars 2008  | Rhode Island | Primaire        | 13        | 5          | 3        | 21       | 11          | 32       |
| 4 mars 2008  | Vermont      | Primaire        | 10        | 3          | 2        | 15       | 8           | 23       |
| 4 mars 2008  | Texas        | Primaire/caucus | 126       | 42         | 25       | 193      | 35          | 228      |
| 8 mars 2008  | Wyoming      | Caucus          | 7         | 3          | 2        | 12       | 6           | 18       |
| 11 mars 2008 | Mississippi  | Primaire        | 22        | 7          | 4        | 33       | 3           | 36       |
| -            | Total        | -               | -         | -          | -        | 415      | -           | 498      |

#### Après mars
| Élection      | Élection             | Élection | Délégués  | Délégués   | Délégués | Délégués | Délégués    | Délégués |
| Date          | État                 | Type     | Districts | Itinérants | PLEO,    | Engagés  | Non-engagés | Total    |
| ------------- | -------------------- | -------- | --------- | ---------- | -------- | -------- | ----------- | -------- |
| 22 avril 2008 | Pennsylvanie         | Primaire | 96        | 33         | 20       | 151      | 30          | 181      |
| 3 mai 2008    | Guam                 | Primaire |           | 3          |          | 3        | 5           | 8        |
| 6 mai 2008    | Caroline du Nord     | Primaire | 59        | 20         | 12       | 91       | 19          | 110      |
| 6 mai 2008    | Indiana              | Primaire | 43        | 14         | 9        | 66       | 13          | 79       |
| 13 mai 2008   | Virginie-Occidentale | Primaire | 17        | 6          | 3        | 26       | 11          | 37       |
| 20 mai 2008   | Kentucky             | Primaire | 31        | 10         | 6        | 47       | 8           | 55       |
| 20 mai 2008   | Oregon               | Primaire | 31        | 11         | 6        | 48       | 14          | 62       |
| 1er juin 2008 | Porto Rico           | Primaire | 36        | 12         | 7        | 55       | 8           | 63       |
| 3 juin 2008   | Dakota du Sud        | Primaire | 9         | 3          | 2        | 14       | 8           | 22       |
| 3 juin 2008   | Montana              | Primaire | 10        | 3          | 2        | 15       | 8           | 23       |
| -             | Total                | -        | -         | -          | -        | 512      | -           | 635      |

## Sélection des délégués
Selon le règlement du parti démocrate, les délégués sont attribués à la proportionnelle à chaque candidat, avec un seuil requis de 15 %. Le parti démocrate de chaque État a la charge de mettre en place la sélection de ses délégués, ainsi que la politique démocrate de discrimination positive et la parité entre les hommes et les femmes. Les principes d'application furent adoptés lors des conventions démocrate dans chaque État et transmis au parti national vers la mi-2007.
Lors des caucuses, le seuil minimal (15 % ou plus, selon les cas) doit être atteint à chaque niveau du processus, dès le niveau des circonscriptions. Lors des primaires, l'ensemble des votes de l'État sont pris en compte : les candidats recevant moins de 15 % suffrages ne reçoivent aucun délégué tandis que les autres sont attribués à la proportionnelle.